# Samsung Focus 2
De Samsung Focus 2 is een smartphone van het Zuid-Koreaans bedrijf Samsung. De telefoon draait op het besturingssysteem Windows Phone 7 van Microsoft. De Focus 2 is de opvolger van de Samsung Focus.
De voorkant van het toestel bestaat uit het scherm en de drie bekende WP7-knoppen, van links naar rechts: de terugknop, de home-knop en de zoekknop. De Samsung Focus heeft een Super amoled-touchscreen van 4 inch en een resolutie van 480 bij 800 pixels. Op de achterkant is er een 5 megapixel-cameralens en een flitser te vinden.